# Suzannah Ibsen
Suzannah Ibsen (de soltera, Thoresen; Heroy, Møre og Romsdal, 26 de junio de 1836–Oslo, 3 de abril de 1914) fue una traductora noruega, esposa del poeta y dramaturgo Henrik Ibsen.

## Biografía
Sus padres fueron Hans Conrad Thoresen (1802-1858) y Sara Margrethe Daae (1806-1841), quien murió en las labores de parto. Su padre se casó con la poeta Magdalene Thoresen (1819-1903), y se mudaron a Bergen.
Henrik Ibsen fue invitado al salón literario de Magdalene Thoresen, donde conoció y se enamoró de Susannah, quien sirvió de traductora a sus obras. 
Susannah y Henrik se casaron en 1858. Su único hijo fue Sigurd Ibsen, político y escritor que se casó con Bergliot Bjørnson, hija del escritor Bjørnstjerne Bjørnson.
Suzannah crio a su hijo Sigurd sola sin la ayuda de una enfermera, de una manera que esperaba que lo endureciera. Para su esposo, ella era una 'niñera' (como la describe Bjornson) y lo alentaba a escribir sus obras de teatro incluso cuando había perdido la esperanza y cuando deseaba desviar su atención a la pintura. Aparentemente, a veces le obligaba a poner el bolígrafo en la mano, y fue la inspiración para muchos de los personajes famosos de Ibsen, como la señora Alving de Ghosts, Nora de A Doll's House y Mother Åse de Peer Gynt. De hecho, Suzannah se parecía tanto a los personajes que inspiró, que cuando Ibsen leyó Peer Gynt a su familia y llegó a las líneas de Madre Åse, Sigurd gritó "¡Pero esa es mamá!".